# Куколка (фильм, 1988)
«Куколка» — советский художественный фильм Исаака Фридберга времён перестройки, основанный на сценарии Игоря Агеева «Неспортивная история» (был опубликован лишь в журнале «Киносценарии», 1987, № 1). Премьера фильма состоялась в сентябре 1989 года.
Фильм снимался на плёнку «Кодак», которую выделили на съёмки в очень ограниченном количестве — всего 10 000 метров. В результате этого все актёры тщательно репетировали все сцены, чтобы каждый кадр можно было снять с одного дубля.

## Сюжет
Таня Серебрякова в свои 15 лет уже успевает стать профессиональной спортсменкой и чемпионкой мира по спортивной гимнастике, поездить по миру. Но на разминке перед очередным соревнованием она получает серьёзную травму позвоночника. Тренер заставляет Таню выступать, несмотря на боль в спине, так как это приносит государству валюту. Позднее выясняется, что травма серьёзная, и Тане придётся навсегда оставить большой спорт. Чемпионка возвращается домой к маме (которая так и не устроила личную жизнь) и становится обычной девятиклассницей в провинциальной школе.
Таня быстро оценивает обстановку и пытается реализовать с детства заложенную тренером программу — побеждать (главный приз должен достаться ей, чего бы это ни стоило). Героиня пробует применить навыки, полученные в спортшколе. Но обычная школа — не спортивная арена, здесь другие законы. Поступки Тани задевают человеческие чувства, с которыми спортсменку не учили считаться.
Попытки классных хулиганов поставить на место новенькую ученицу для неё не представляют проблемы, так как она хорошо умеет драться. Из-за этого школьный «авторитет» Шура «Пятиэтажный» теряет статус классного лидера и становится её «шестёркой». Некоторые начинают уважать Таню — как из-за физической силы, блестящей спортивной карьеры и медалей, так и из-за редких и дефицитных в советское время вещей (плеер, видеомагнитофон), привезённых ею из-за границы. Другие же просто не вступают с ней в контакт. Она считает себя уникальной, так как в «свои 15 такого добилась, чего остальным никогда не увидеть», вследствие чего подчёркивает своё превосходство над сверстниками в стенах школы, не подчиняется многим школьным правилам и распорядкам, находит в каждом однокласснике слабое место и в итоге становится неформальным лидером класса.
Однако проблемы есть и у Тани — она влюбляется в одноклассника Алексея Панова, в котором она чувствует независимого человека, не прогибающегося под её авторитет. Панов — бывший хулиган, чуть не попавший в колонию, но взятый на поруки молодой классной руководительницей Еленой Михайловной (и тайно в неё влюблённый). Эта учительница, будучи сама молодой женщиной, старается быть другом учеников, имеет весьма либеральные взгляды на преподавание, «шагая в ногу» с перестройкой, хотя, с другой стороны, использует авторитарные методы поддержания дисциплины в классе. Из-за последних с Еленой Михайловной у Тани тоже проблемы — она грубит и препирается с ней, приходя на уроки в джинсах вместо школьной формы. И в конце концов психологически подавляет учительницу, оставляя за собой право на любое неподчинение.
Однажды Елена Михайловна приглашает учеников на свой день рождения. Татьяна, солгав, что и у неё день рождения в тот же день, договаривается с учительницей о праздновании сначала у себя, а затем у неё. Переманив одноклассников к себе, чемпионка организовывает дискотеку с едой и напитками, а затем устраивает просмотр видеокассет, среди которых фильмы ужасов и эротика. Увлёкшись фильмом, одноклассники решают опоздать на день рождения учительницы. Панов единственный, кто не пошёл к Тане, так как в это время разгружал вагоны. На заработанные деньги он покупает цветы для учительницы. Татьяна в сопровождении крепких одноклассников, оставив остальных ребят смотреть фильм, идёт к Елене Михайловне якобы предупредить об опоздании и в подъезде её дома дожидается Панова. Когда он появляется, начинается конфликт, перерастающий в драку, после которой Таня, оставшись наедине с Пановым, признаётся ему в любви. Однако взаимности не получается: её избранник отвергает ровесницу и уходит к учительнице, которой и признаётся в любви. При этом, по-своему мудрый, юный хулиган заявляет ей, что она ошибается в своих учениках: никто из них никогда не станет её искренним другом. А вот он, Панов, её любит, хотя и не знает, как ему с этим быть. Уходя,  Таня с одноклассниками замечают, что в квартире Елены Михайловны гаснет свет. Таким образом, зрителю предложено догадаться, что в тот вечер учительница и ученик вступили в интимную связь…
Наутро ученики чувствуют себя виноватыми перед классной, к которой так никто и не пришёл, а уязвлённая неудачей в любви Таня ни на что не обращает внимания и назло учительнице слушает плеер. Елена Михайловна, после длинного монолога о своей неудавшейся первой любви (она аналогично влюбилась в своего преподавателя, и тому пришлось перейти в другой класс, поэтому Елена призывает своих учеников быть готовыми к тому, что в будущем они аналогично могут, сами того не осознавая, разрушить чью-то судьбу, что может обернуться для них бумерангом), отбирает плеер и кладёт его к себе в стол, но на перемене Таня похищает его и ломает, после чего притворно требует установить, кто виноват в пропаже плеера. Её обман раскрывают, и чемпионка в порыве отчаяния бежит в школьный спортзал. Видимо, ощущая свою жизнь загубленной, а себя человеком конченым, она исступлённо выполняет разные акробатические элементы на бревне, многократно неудачно падает, чем усугубляет свою травму, и её разбивает паралич. Елена Михайловна находит свою ученицу слишком поздно. Она прижимает её к себе, но та в ответ лишь шепчет: «Отпусти меня. Мне больно». Таню увозит «скорая помощь», а Панов, ошеломлённый откровениями Елены Михайловны и Таниной бедой, бросается вслед за машиной, которая увозит ломавшую до этого все преграды на своём пути, а теперь навсегда поверженную гимнастку.

## В ролях
- Светлана Засыпкина — Татьяна Серебрякова
- Владимир Меньшов — Вадим Николаевич, тренер по гимнастике
- Ирина Метлицкая — Елена Михайловна, классный руководитель
- Наталья Назарова — мама Тани
- Галина Стаханова — Валентина Николаевна, завуч
- Ервант Арзуманян — врач
- Дмитрий Зубарев — Алексей Панов
- Игорь Букатко — Фёдор Халиков («Халява»)
- Алексей Поповичев — Александр Пятнов («Шура Пятиэтажный»)
- Михаил Усачёв — Георгий Матвеевич, директор школы
- Светлана Шершнева — учительница химии
- Алиса Признякова — ученица 9-го «Б» класса

Сыгравшая главную роль Светлана Засыпкина раньше также занималась гимнастикой и тоже ушла из спорта из-за травмы позвоночника. В начале нулевых она вновь появилась на экране. В 2004 году приняла участие в документальном фильме «Сломанные куколки». Это картина о тяжелых судьбах девочек-гимнасток. В ее основе — история жизни Светланы Засыпкиной. 

## Съёмочная группа
- Автор сценария: Игорь Агеев
- Режиссёр-постановщик: Исаак Фридберг
- Оператор-постановщик: Владимир Нахабцев
- Композитор: Давид Тухманов
- Художник-постановщик: Татьяна Лапшина
- Консультант: ЗМС Юрий Титов

В фильме использована музыка Л. Боккерини.

## Оценки
В рецензии на сайте «Наш фильм» Михаил Андросов отметил, что «картина показала изнанку большого спорта… и затронула проблему маленького человека».
Сыгравшая главную роль Светлана Засыпкина раньше также занималась гимнастикой и тоже ушла из спорта из-за травмы позвоночника.

## Награды
- Призы ЮНИСЕФ и СИФЕЖ на Международном кинофестивале 1989 года в Западном Берлине[4].
- Главный приз Всесоюзного кинофестиваля спортивных фильмов 1990 года во Львове.
- Приз за лучшую женскую роль на Парижском кинофестивале 1989 года[4].